# 時敏
时敏，字子求，号修来，南直常熟县人，寄籍順天遵化。明末政治人物。

## 生平
崇禎三年（1630年）庚午科應天鄉試舉人，崇祯十年（1637年）丁丑科进士，刑部观政，本年八月授浙江海宁知县，十一年奉旨纪录，十二年调繁河南安阳县，本年本省同考，十三年调固始县，十五年升兵部武选司主事，本年改官兵科给事中，十六年赴江西督催漕粮，十七年管理屯田。李自成破京师，授官四川宜宾县县令。方出都，便闻李自成兵败，逃回故里，其家已被当地人纵火焚毁。听闻南京朝廷审查逆案，携家远遁。

## 家族
曾祖時仕行，庠生；祖時之鹏，庠生；父時方昇，庠生。